# ديغو (إيطاليا)
ديجو هي قرية و كومونا في مقاطعة سفونة في منطقة لغرية في شمال غرب إيطاليا .

## جغرافيا
تقع بلدية ديجو على الجانب الشمالي من جبال ليغوريان أبينيني ، على الحدود مع بيمنتة ؛ يقع المركز السكاني الرئيسي عند التقاء مجرى جريلرو في بورميدا دي سبينيو .
يبلغ طول ديجو حوالي 50 كيلومتر غرب العاصمة الإقليمية جنوة وحوالي 20 كيلومتر شمال غرب مقعد المقاطعة سفونة .
تقع ديجو على حدود بلديتي بيانا كريكسيا و سبينيو مونفيراتو إلى الشمال ؛ جوسفالا إلى الشرق ؛ كايرو مونتنوت إلى الجنوب , و كاستيليتو أوزون و جوتاساكا إلى الغرب.

## روابط خارجية
- الموقع الرسمي